# 2ТЕ116А
2ТЕ116А — дослідні радянські двосекційні дванадцятивісні вантажні тепловози з потужністю дизельних двигунів 2×3060 к.с., побудовані 1981 на Луганському тепловозобудівному заводі.

## Опис
1977 Луганський тепловозобудівний завод розпочав виготовлення двосекційних тепловозів 2ТЕ121. Маючи потужність дизельних двигунів 2×4000 к.с., цей тепловоз за задумами конструкторів мав стати флагманом радянського тепловозобудування. Одночасно конструктори прагнули зберегти обмежений випуск тепловозів з потужністю дизельного двигуна 3000 к.с. у одній секції. В результаті був створений проєкт нового двосекційного тепловоза, конструктивно максимально уніфікованого з 2ТЕ121, який з доповненнями було затверджено 20 квітня 1979 інженером Головного управління локомотивного господарства Бевзенко А. І. та Головним інженером ВПО «Союзтепловозпутьмаш» Щегловітим Н. Д.
1981 завод випустив 2 двосекційні тепловози, які отримали позначення серії 2ТЕ116А, хоча з тепловозами 2ТЕ116 вони крім елементів екіпажної частини не мали нічого спільного. На тепловозах були застосовані дизель-генератори 5-9ДГ, створені на базі дизель-агрегатів 2В-9ДГ тепловозів 2ТЕ121. Агрегати 5-9ДГ складалися з дизельного двигуна 5-5Д49 потужністю 3060 к.с. і генератора змінного струму А-714У2. Кузови тепловозів 2ТЕ116А були уніфіковані з кузовами перших тепловозів 2ТЕ121. Тягові електродвигуни на двох перших тепловозах були моделі ЕД-125Б.
30 червня 1981 Рада міністрів СРСР видала розпорядження № 1293р, за розпорядженням Ворошиловградський завод змінив проєкт тепловозів 2ТЕ116А і того ж року випустив 2 двосекційні тепловози № 003 і 004, на яких були застосовані тягові електродвигуни ЕД-118Б.
Фактично 2ТЕ116А став прототипом чотирисекційного тепловоза 4ТЕ130 з потужністю дизельних двигунів 4×3000 к.с., який був випущений 1982.
Всі тепловози 2ТЕ116А були направлені в локомотивне депо Кочетовка Південно-Східної залізниці для проходження експлуатаційних випробувань. Складнощі з експлуатацією тепловозів 2ТЕ121 і припинення його виробництва призвели до того, що уніфіковані з ним тепловози 2ТЕ116А і 2ТЕ130 стало дорого ремонтувати. Тому до кінця 1980-их 2ТЕ116А почали відставляти від роботи, а в 1990-их їх списали і згодом пустили на металобрухт.

## Технічні характеристики дизельного двигуна
- Тип двигуна — 5-5Д49
- Виробник — Коломенський завод
- тип — 16ЧН26/26
- потужність, к.с. — 3060
- оберти потужності — 1000 об/хв
- конфігурація — V-подібний
- циліндрів — 16
- діаметр циліндра — 260 мм
- хід поршня — 260 мм
- охолодження — водне
- кількість тактів — 4